# Coupe d'Europe des vainqueurs de coupe de football 1973-1974
Navigation
Coupe des coupes 1972-1973 Coupe des coupes 1974-1975
La Coupe d'Europe des vainqueurs de coupe 1973-1974 voit le sacre du 1. FC Magdebourg qui bat le tenant du titre, le Milan AC en finale au Stade de Feyenoord de Rotterdam. C'est le premier succès pour le club et la seule victoire en Coupe d'Europe pour un club d'Allemagne de l'Est. Quant au Milan AC, il s'agit de sa 3e finale de Coupe des Coupes et la première perdue.
C'est l'attaquant du Borussia Mönchengladbach Jupp Heynckes, avec 8 réalisations, qui termine meilleur buteur de l'épreuve. Il faut dire que le Borussia a impressionné par sa capacité offensive lors de la campagne avec des qualifications aisées jusqu'en demi-finale : 16-1 contre l'ÍB Vestmannaeyja, 5-3 face aux Rangers et 7-0 contre Glentoran.

## Seizièmes de finale
| Équipe 1               | Résultat | Équipe 2                 | Aller  | Retour |
| ---------------------- | -------- | ------------------------ | ------ | ------ |
| Vasas SC               | 0 - 3    | Sunderland AFC           | 0 - 2  | 0 - 1  |
| TJ Baník OKD Ostrava   | 3 - 1    | Cork Hibernians          | 1 - 0  | 2 - 1  |
| Cardiff City           | 1 - 2    | Sporting Portugal        | 0 - 0  | 1 - 2  |
| PFK Beroe Stara Zagora | 11 - 1   | CS Fola Esch             | 7 - 0  | 4 - 1  |
| RSC Anderlecht         | 3 - 3    | FC Zurich                | 3 - 2e | 0 - 1  |
| Milan AC               | 4 - 1    | Dinamo Zagreb            | 3 - 1  | 1 - 0  |
| Pezoporikos Larnaca    | 0 - 11   | Malmö FF                 | 0 - 0  | 0 - 11 |
| NAC Breda              | 0 - 2    | 1. FC Magdebourg         | 0 - 0  | 0 - 2  |
| FK Torpedo Moscou      | 0 - 2    | Athletic Bilbao          | 0 - 0  | 0 - 2  |
| Randers FC             | 1 - 2    | Rapid Vienne             | 0 - 0  | 1 - 2  |
| Reipas Lahti           | 0 - 2    | Olympique lyonnais       | 0 - 0  | 0 - 2  |
| Legia Varsovie         | 1 - 2    | PAOK Salonique           | 1 - 1  | 0 - 1  |
| Gzira United           | 0 - 9    | SK Brann                 | 0 - 2  | 0 - 7  |
| Chimia Rimnicu Vilcea  | 2 - 4    | Glentoran FC             | 2 - 2  | 0 - 2  |
| ÍB Vestmannaeyja       | 1 - 16   | Borussia Mönchengladbach | 0 - 7  | 1 - 9  |
| Ankaragücü SK          | 0 - 6    | Glasgow Rangers          | 0 - 2  | 0 - 4  |

## Huitièmes de finale
| Équipe 1                 | Résultat | Équipe 2          | Aller | Retour |
| ------------------------ | -------- | ----------------- | ----- | ------ |
| Sunderland AFC           | 2 - 3    | Sporting Portugal | 2 - 1 | 0 - 2  |
| FC Zurich                | 1 - 1    | Malmö FF          | 0 - 0 | e1 - 1 |
| TJ Baník OKD Ostrava     | 2 - 3    | 1. FC Magdebourg  | 2 - 0 | 0 - 3  |
| Olympique lyonnais       | 3 - 7    | PAOK Salonique    | 3 - 3 | 0 - 4  |
| SK Brann                 | 2 - 4    | Glentoran FC      | 1 - 1 | 1 - 3  |
| PFK Beroe Stara Zagora   | 3 - 1    | Athletic Bilbao   | 3 - 0 | 0 - 1  |
| Milan AC                 | 2 - 0    | Rapid Vienne      | 0 - 0 | 2 - 0  |
| Borussia Mönchengladbach | 5 - 3    | Glasgow Rangers   | 3 - 0 | 2 - 3  |

## Quarts de finale
| Équipe 1          | Résultat | Équipe 2                 | Aller | Retour |
| ----------------- | -------- | ------------------------ | ----- | ------ |
| Glentoran FC      | 0 - 7    | Borussia Mönchengladbach | 0 - 2 | 0 - 5  |
| 1. FC Magdebourg  | 3 - 1    | PFK Beroe Stara Zagora   | 2 - 0 | 1 - 1  |
| Milan AC          | 5 - 2    | PAOK Salonique           | 3 - 0 | 2 - 2  |
| Sporting Portugal | 4 - 1    | FC Zurich                | 3 - 0 | 1 - 1  |

## Demi-finales
| Équipe 1          | Résultat | Équipe 2                 | Aller | Retour |
| ----------------- | -------- | ------------------------ | ----- | ------ |
| Milan AC          | 2 - 1    | Borussia Mönchengladbach | 2 - 0 | 0 - 1  |
| Sporting Portugal | 2 - 3    | 1. FC Magdebourg         | 1 - 1 | 1 - 2  |

## Finale
| Équipe 1         | Résultat | Équipe 2 |
| ---------------- | -------- | -------- |
| 1. FC Magdebourg | 2 - 0    | Milan AC |